# 迈克尔·贝里奇
迈克尔·贝里奇爵士（英語：Sir Michael Berridge，1938年10月22日—2020年2月12日），英国生化学家。

## 经历
贝里奇从罗得西亚和尼亚萨兰大学、剑桥大学毕业。他是英国皇家学会成员，剑桥大学教授。
2020年2月12日病逝，享壽81歲。

## 学术研究
贝里奇发现了钙作为细胞的内部通信网络中的发送器的作用。他的工作为基础研究的众多问题提供了答案。

## 奖项和荣誉
他1988年获盖尔德纳基金会国际奖，1989年获拉斯克基础医学研究奖，2005年获邵逸夫奖。
1. ↑  . The Babraham Institute. 2020-02-13  [2020-02-13]. （原始内容存档于2020-02-13）.